# Torneios ATP International Series Gold
Os torneios ATP International Series Gold (conhecidos, de 1990 a 1999, como ATP Championship Series) foram uma série de competições profissionais realizadas internacionalmente entre 2000 e 2008, e que faziam parte do circuito ATP (ATP Tour). Sua posição foi abaixo do ATP Master Series e acima do ATP International Series em termos de premiação e pontuação.
Em 2009, substituiu-se pela ATP World Tour 500, que depois de transformaria em ATP 500.

## Torneios
Os locais e títulos desses torneios podem mudar de ano para ano. Em ordem de calendário, são:
| Nome comercial (2008)                   | País | Cidade    | Piso     | Premiação (2008) | Início (como ISG) |
| --------------------------------------- | ---- | --------- | -------- | ---------------- | ----------------- |
| ABN AMRO World Tennis Tournament        | NED  | Roterdã   | duro (c) | € 824.000        | 2000              |
| Abierto Mexicano Telcel                 | MEX  | Acapulco  | saibro   | US$ 794.000      | 2000              |
| Regions Morgan Keegan Championships     | USA  | Memphis   | duro (c) | US$ 769.000      | 2001              |
| The Barclays Dubai Tennis Championships | UAE  | Dubai     | duro     | US$ 1.401.000    | 2000              |
| Open Sabadell Atlantico Barcelona       | ESP  | Barcelona | saibro   | € 888.000        | 2000              |
| MercedesCup                             | GER  | Stuttgart | saibro   | € 568.000        | 2000              |
| Austrian Open                           | AUT  | Kitzbühel | saibro   | € 571.000        | 2000              |
| AIG Japan Open Tennis Championships     | JPN  | Tóquio    | duro     | US$ 869.000      | 2000              |
| Bank Austria TennisTrophy               | AUT  | Viena     | duro (c) | € 674.000        | 2000              |